# Perrenot Camus de Marcilly
Pour les articles homonymes, voir Camus et Marcilly.
Perrenot Camus de Marcilly (1470-1550), maire perpétuel et capitaine d'Auxonne, défendit vaillamment cette ville contre Charles de Lannoy, général de Charles Quint, et le força de lever le siège (1526).

## Biographie
Perrenot (c'est-à-dire Petit Pierre) Camus de Marcilly, écuyer, seigneur de Marcilly, appartient, selon la généalogie traditionnelle de cette famille, à une famille noble de Bourgogne. Son grand-père, Nicolas Camus, était déjà maire et capitaine d'Auxonne en 1443 ; son père a été écuyer du duc de Normandie puis maître d'hôtel du duc de Lorraine. Cependant cette généalogie peut être remise en question et Camus de Marcilly n'était peut-être qu'un bourgeois. Ce qui est certain, c'est que son fils Jean (1488-1568), mieux connu, était un marchand de Lyon, enrichi dans le commerce de l'épicerie et l'industrie de la soie, et échevin de la ville, anobli par charge en 1549. De ce Jean est issue une nombreuse descendance, répartie en plusieurs branches, dont celle de son fils Geoffroy Camus de Pontcarré.
Le traité de Madrid du 14 janvier 1526 cédait le duché de Bourgogne et un certain nombre de terres annexes, comme le comté d'Auxonne, à l'Empereur. Dès sa libération François Ier, rentré en France, en contesta certaines dispositions, dont la cession de la Bourgogne. Les États particuliers du comté d'Auxonne, réunis le 8 juin 1526, refusèrent la cession. L'Empereur confia à son général, Charles de Lannoy, la mission de s'emparer d'Auxonne. La résistance, menée par Camus de Marcilly, l'empêcha de réussir et il dut lever le siège.